# Echinomastus
Echinomastus ist eine Pflanzengattung aus der Familie der Kakteengewächse (Cactaceae). Der botanische Name der Gattung leitet sich von den griechischen Worten „έχίνος“ (echinos) für Igel und „μαοτός“ (mastos) für „Brust“ ab. Er verweist auf die dornigen Warzen der Pflanzenkörper.

## Beschreibung
Die Arten der Gattung Echinomastus wachsen mit kugelförmigen bis kurz zylindrischen Trieben, die häufig von den Dornen völlig bedeckt sind. Die niedrigen Rippen verlaufen für gewöhnlich spiralförmig und sind deutlich in Höckern gegliedert. Die Areolen bilden entlang der Oberseite der Höcker eine Furche und besitzen oft extraflorale Nektarien. Die Mitteldornen fehlen manchmal, die Randdornen sind meist nadelig und ineinandergreifend.
Die weißen bis rosafarbenen oder magenta- oder purpurfarben Blüten erscheinen aus den Warzenspitzen im Scheitelbereich. Sie öffnen sich am Tag. Ihre Blütenröhre ist kurz bis fehlend, das Perikarpell ist mit Schuppen bedeckt. Aus den Blüten entwickeln sich längliche, beschuppte Früchte, die vertrocknen und später mit einer basalen Öffnung oder seitlich aufreissen. Die schwarzen, ei- bis nierenförmigen Samen sind gewarzt.

## Systematik und Verbreitung
Die Gattung Echinomastus ist im Südwesten der Vereinigten Staaten und im Norden Mexikos verbreitet.
Die Erstbeschreibung wurde 1922 von Nathaniel Lord Britton und Joseph Nelson Rose veröffentlicht. Die Typusart der Gattung ist Echinocactus erectocentrus.
Zur Gattung Echinomastus gehören die folgenden Arten:
- Echinomastus erectocentrus (J.M.Coult.) Britton & Rose ≡ Sclerocactus erectocentrus (J.M.Coult.) N.P.Taylor
- Echinomastus gautii (L.D.Benson) Mosco & Zanov. = Sclerocactus warnockii (L.D.Benson) N.P.Taylor
- Echinomastus intertextus (Engelm.) Britton & Rose ≡ Sclerocactus intertextus (Engelm.) N.P.Taylor
- Echinomastus johnsonii (Parry ex Engelm.) E.M.Baxter ≡ Sclerocactus johnsonii (Parry ex Engelm.) N.P.Taylor
- Echinomastus mariposensis Hester ≡ Sclerocactus mariposensis (Hester) N.P.Taylor
- Echinomastus unguispinus (Engelm.) Britton & Rose ≡ Sclerocactus unguispinus (Engelm.) N.P.Taylor
- Echinomastus warnockii (L.D.Benson) Glass & R.A.Foster ≡ Sclerocactus warnockii (L.D.Benson) N.P.Taylor

Einige Botaniker, so beispielsweise David Richard Hunt im New Cactus Lexicon von 2006, stellen die Arten der Gattung komplett zu Sclerocactus, was jedoch umstritten ist. Molekulargenetische Untersuchungen haben gezeigt, dass Echinomastus am nächsten mit der Gattung Sclerocactus verwandt ist, es aber morphologische und genetische Unterschiede gibt.

## Nachweise